# Parafia św. Tomasza Becketa w Mount Prospect
Parafia św. Tomasza Becketa w Mount Prospect (ang. St. Thomas Becket's Parish) – parafia rzymskokatolicka położona w Mount Prospect w stanie Illinois w Stanach Zjednoczonych.
Jest ona wieloetniczną parafią w północno-wschodniej części hrabstwie Cook, z mszą św. w j. polskim dla polskich imigrantów.
Parafia została poświęcona św. Tomaszowi Becketowi.

## Nabożeństwa w j. polskim
- Niedziela – 9:30

## Szkoły
- St. Thomas Becket School